# Bišumuiža
Bišumuiža es un barrio de la ciudad de Riga, Letonia.

## Superficie
Posee una superficie de 2,243 kilómetros cuadrados (224,3 hectáreas).

## Población
Hasta 2021 presentaba una población de 2696 habitantes, con una densidad de población de 1201,96 habitantes por kilómetro cuadrado.

## Transporte

### Rutas
- Autobús: 23, 26, 60.[1]
- Tranvía: 10.[1]